# 加罗韦

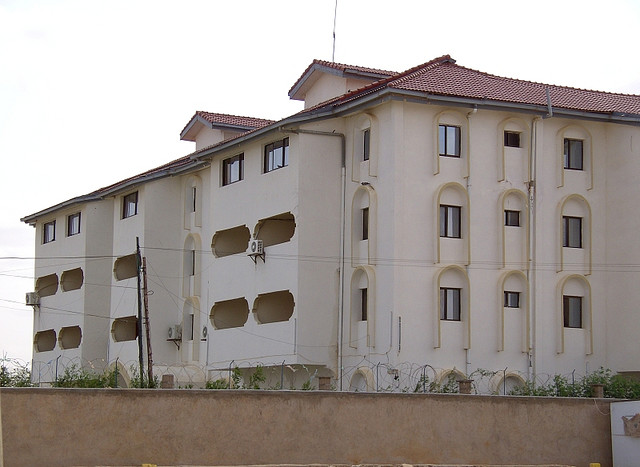
加羅韋

加罗韦（Garoowe, Garōwe）是索馬利亞的都市，位於該國北部，接近衣索比亞的國境，目前屬於邦特蘭的管轄之下，作為該聯邦成員國的首府，加羅韋人口在2000年調查為57,000人。
索馬利南北幹道橫切過該市，各農村運往都市的產物往往會經過此地，因此運輸業較為發達。市內有邦特蘭的總統府、議會和政府建築等。

## 外部連結
- Garowe Online; 英语, 索马利亚语（页面存档备份，存于）